# Посуха

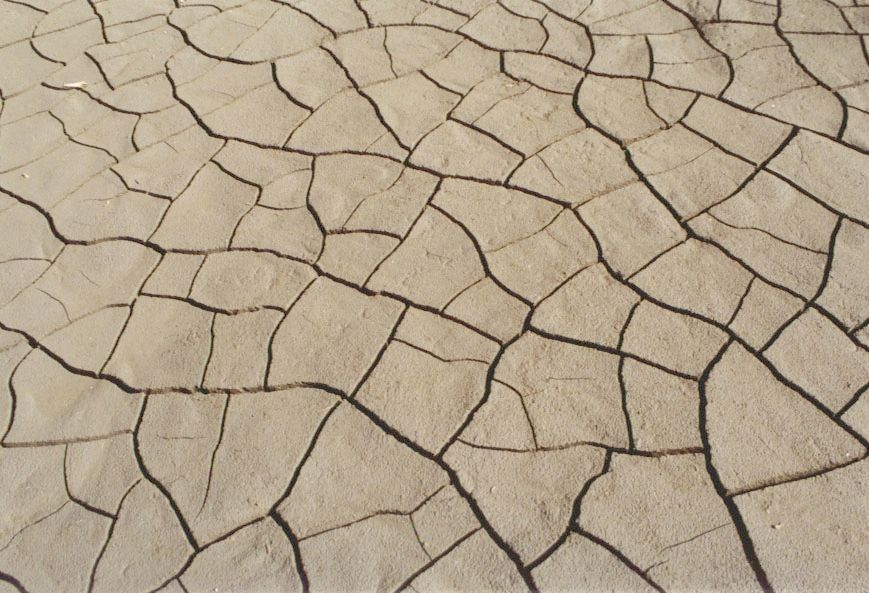
Розтріскана внаслідок посухи земля

Посу́ха чи за́суха, а також су́ша (бездощі́в'я, літо без дощів — сухолі́ття) — нестача чи відсутність опадів протягом тривалого періоду часу за підвищених температур і зниженої вологості повітря, внаслідок чого зникають запаси вологи в ґрунті.
Конвенція ООН про боротьбу з опустелюванням надає таке визначення: посуха (англ. drought) означає природне явище, що виникає, коли кількість опадів є значно нижчою від звичайних зафіксованих рівнів, що спричиняє серйозне порушення гідрологічної рівноваги, яке несприятливо відображається на продуктивності земельних ресурсів.

## Загальний опис
Початок посухи зазвичай пов'язаний з встановленням малорухливого високого антициклону. Велика кількість сонячного тепла і поступове зниження вологості повітря створюють підвищену випаровуваність (атмосферна посуха), внаслідок чого запаси ґрунтової вологи без поповнення їх дощами виснажуються (ґрунтова посуха). Поступово, з посиленням ґрунтової посухи, пересихають ставки, річки, озера, джерела — починається гідрологічна посуха.
У випадку посухи надходження води в рослини через кореневі системи утруднюється, витрата вологи на транспірацію починає перевершувати її надходження з ґрунту, водонасичення тканин падає, нормальні умови фотосинтезу і живлення порушуються.
Залежно від пори року розрізняють весняні, літні й осінні посухи:
- весняні посухи особливо небезпечні для ранніх зернових культур;
- літні заподіюють сильну шкоду як раннім, так і пізнім зерновим та іншим однорічним культурам, а також плодовим рослинам;
- осінні небезпечні для сходів озимих.

Найзгубніші весняно-літні і літньо-осінні посухи.
У середніх широтах посухи найчастіше спостерігаються у степовій зоні, рідше — у лісостеповій: двічі-тричі на століття посухи бувають навіть у лісовій зоні. Поняття посухи не застосовується до регіонів з бездощів'ям влітку чи вкрай малою кількістю опадів, де землеробство можливе лише за штучного зрошення (наприклад, пустелі Сахара, Гобі та інші).
Посухи — звичайне явище в субтропічному та субекваторіальному поясі, де дощі бувають тільки у вологий сезон.
З метою підвищення інформованості світової громадськості ООН встановила Всесвітній день боротьби з опустеленням і посухою, що відзначається щороку 17 червня.

## Цікаво
Дослідження НАСА засвідчують, що інтенсивність посух, зафіксованих упродовж 1998—2012 років у східному Середземномор'ї, а саме: в Північній Африці, Лівані, Греції, Йорданії, Туреччині, Сирії, а також в Іспанії, на півдні Франції та Італії — фактично на 50 % перевищує посухи за останні півстоліття. Окрім цього, вона на 10-20 % більша, ніж найкритичніша відсутність дощів минулих 900 років.